# Reguła opuszczania koniunkcji
Reguła opuszczania koniunkcji – reguła dowodzenia mówiąca, że jeśli uznajemy prawdziwość koniunkcji {\displaystyle \alpha \land \beta ,} to musimy uznać też każdy z pojedycznych członów tej koniunkcji, to jest {\displaystyle \alpha } oraz {\displaystyle \beta ,} gdzie {\displaystyle \alpha } i {\displaystyle \beta } stanowią zmienne metajęzykowe, za które podstawiać można formuły KRZ.
{\displaystyle {\frac {\alpha \land \beta }{\alpha }}}
i
{\displaystyle {\frac {\alpha \land \beta }{\beta }}}